# Metacirolana riobaldoi
Metacirolana riobaldoi is een pissebed uit de familie Cirolanidae. De wetenschappelijke naam van de soort is voor het eerst geldig gepubliceerd in 1976 door Lemos de Castro & Lima.